# Drimia vermiformis
Drimia vermiformis är en sparrisväxtart som beskrevs av John Charles Manning och Peter Goldblatt. Drimia vermiformis ingår i släktet Drimia och familjen sparrisväxter. Inga underarter finns listade i Catalogue of Life.